# نیو بالتیمور (اوهایو)
نیو بالتیمور (به انگلیسی: New Baltimore) یک منطقهٔ مسکونی در ایالات متحده آمریکا است که در شهرستان همیلتون، اوهایو واقع شده‌است. نیو بالتیمور ۳٫۶ کیلومتر مربع مساحت و ۶۶۱ نفر جمعیت دارد و ۱۶۷٫۶۴ متر بالاتر از سطح دریا واقع شده‌است.